# Ils le baptisèrent Krambambuli
 (mars 2023).
Si vous disposez d'ouvrages ou d'articles de référence ou si vous connaissez des sites web de qualité traitant du thème abordé ici, merci de compléter l'article en donnant les références utiles à sa vérifiabilité et en les liant à la section « Notes et références ».
Pour plus de détails, voir Fiche technique et Distribution.
Ils le baptisèrent Krambambuli (Sie nannten ihn Krambambuli) est un film germano-autrichien réalisé par Franz Antel sorti en 1972.
Il s'agit d'une adaptation de la nouvelle Krambambuli (de) de Marie von Ebner-Eschenbach.

## Synopsis
Le jeune Christian Freytag se trouve par hasard là où sa connaissance Momme avec sa petite amie vole spontanément une voiture à Munich. Il est arrêté dans la voiture et est condamné à six mois en prison. Au bout de trois mois, il est déjà en probation et passera les trois mois suivants dans une entreprise de construction du village de Wildberg.
À Wildberg, il voit sur un terrain clos un chien négligé à qui il donne secrètement eau et nourriture. Un jour, il rencontre le chien devant sa maison. Christian le récupère et lui donne le nom de « Kumpel. » La chambre fait partie d'un grenier délabré fourni par son chef Traugott Jellinek. Il vit avec sa sœur Emma qui se méfie de Christian parce qu'il est un ancien détenu. Seule la se crétaire de Traugott, Marianne, est chaleureux avec Christian. Au fil du temps, les deux se rapprochent, même si les parents de Marianne ne savent rien de l'emprisonnement de Christian.
Marianne est également courtisé par Till Beckmann, le fils des châtelains. Il souffle d'une maladie qui le rendra aveugle rapidement s'il n'est pas opéré. Son amie Jeannette refuse son sort et s'éloigne de lui. Marianne vient souvent au château de Wildberg que les ouvriers de Jellinek restaurent, pour apporter les factures. Till lui demande de l'accompagner en ville pour ses rendez-vous médicaux. Il se rend vite compte que Marianne ne l'aime pas, mais Christian.
Viktor, le frère de Marianne, a des dettes envers ses amis. Mécanicien de formation, il est paresseux mais apprend qu'au château Till garde dans un coffre les bijoux de sa mère défunte. Aussi quand Momme vient à Wildberg pour voir Christian, Viktor trouve son acolyte. Ils font pression sur Christian pour entrer dans le château. Mais Christian refuse et se fait tabasser. Christian va voir Till pour le prévenir et est écrasé par Viktor et Momme. Il est retrouvé par Till et la police. Il est arrêté car Momme et Viktor l'accusent et ont monté des alibis. Christian est même accusé d'avoir volé le chien.
Till survit à son opération de l'œil. Marianne, qui doute de la culpabilité de Christian, vient voir Till qui, sous l'effet de l'anesthésie générale, lui avoue avoir été témoin de la scène entre Christian, Viktor et un homme étranger. Il ne veut rien dire parce qu'il voit Christian comme un rival. Marianne prévient la police qui interroge Till le lendemain et prouve l'innocence de Christian. Christian croit cependant que personne dans le village ne le jugera innocent. Avec l'aide d'autres détenus, il s'évade de prison. Christian va voir Viktor pour le faire avouer. Il se battent en duel. Pendant ce temps, Marianne court vers son frère dans le même but. Elle est suivie en tapinois par la police. Quand Marianne retrouve son frère, il s'enfuit. Christian, blessé, court à son tour quand il voit la police derrière Marianne. Un jeune policier tire sur Christian et le tue accidentellement.
Christian est mort, les coupables ne sont pas arrêtés. « C'est l'histoire de Krambambuli », constate Emma Jellinek. Marianne vient au cimetière avec le chien de Christian et le laisse à l'intérieur. Elle voit Till et s'en va sans lui dire un mot, le chien à côté d'elle.

## Fiche technique
- Titre original : Sie nannten ihn Krambambuli
- Titre français : Ils le baptisèrent Krambambuli[1])
- Réalisation : Franz Antel
- Scénario : Rolf Olsen, August Rieger (de)
- Musique : Johannes Fehring
- Photographie : Hanns Matula
- Montage : Arnfried Heyne
- Production : Franz Antel
- Sociétés de production : Divina-Film, Neue Delta
- Société de distribution : Gloria
- Pays d'origine :  Autriche,  Allemagne de l'Ouest
- Langue : allemand
- Format : Couleur - 1,66:1 - Mono - 35 mm
- Genre : Drame
- Durée : 98 minutes
- Dates de sortie :
  -  Allemagne de l'Ouest : 17 février 1972.
  -  France : 15 novembre 1972[1].

## Distribution
- Michael Schanze : Christian Freytag
- Fritz Wepper : Momme Linnau
- Christian Wolff : Till Beckmann
- Sylvia Lukan (de) : Marianne Körner
- Werner Pochath : Viktor Körner
- Erni Mangold : Emma Jellinek
- Paul Hörbiger : Xaver Doppler
- Susi Nicoletti : Therese
- Heinrich Schweiger : l'inspecteur Bröschl
- Eva Basch : Jeanette Daniels
- Rudolf Prack : Prof. Dr Schott
- Erich Auer : M. Körner
- Marte Harell : Mme Körner
- Hugo Gottschlich : un détenu
- Michael Janisch : Lambrecht, un policier
- Emmerich Schrenk : Reißer
- Erich Padalewski : Schläger
- Dany Sigel (de) : Dany
- Heinz Reincke : Traugott Jellinek

## Source de la traduction
- (de) Cet article est partiellement ou en totalité issu de l’article de Wikipédia en allemand intitulé « Sie nannten ihn Krambambuli » (voir la liste des auteurs).

### Autres adaptations
- Krambambuli, film allemand réalisé par Karl Köstlin sorti en 1940.
- Heimatland, film allemand réalisé par Franz Antel sorti en 1955.
- Le Superbe Étranger (Ruf der Wälder), film autrichien réalisé par Franz Antel sorti en 1965.